# Odón Alonso Ordás
Odón Alonso Ordás   (La Bañeza, 28 de febrer de 1925 - Madrid, 21 de febrer de 2011) va ser un músic, compositor i director d'orquestra espanyol.

## Biografia
Fill del també director d'orquestra Odón Alonso González, va ser un dels directors d'orquestra espanyols més importants de la segona meitat del segle xx.
Després de passar pel Conservatori madrileny i la Facultat de Filosofia i Lletres, va recalar a Siena, Salzburg i Viena. El 1950 va ser nomenat director musical del Cor de Cambra de Ràdio Nacional d'Espanya, i, set anys després, del Teatre de la Zarzuela. El 1960 es va responsabilitzar de l'Orquestra Filharmònica de Madrid abans d'incorporar-se a l'Orquestra Simfònica de Ràdio Televisió Espanyola. Quan va abandonar aquesta es va fer càrrec de l'Orquestra Simfònica de Puerto Rico i del Festival Casals. També va dirigir les restants orquestres espanyoles i d'altres d'Àustria, Itàlia, França, Portugal i de diversos països americans. Fou titular de la càtedra d'òpera i oratori de l'Escola Superior de Cant de Madrid. Va ser obsequiat amb la medalla d'honor de la SGAE i el títol de "Oficial" de l'Orde de les Arts i les Lletres.
Va ser fill adoptiu de Puerto Rico i va rebre l'Orde de Cisneros, la comanda de número de l'Orde d'Isabel la Catòlica, la medalla d'or d'Unicef i la medalla al mèrit artístic i cultural de la Universitat Complutense de Madrid. L'any 1977 va ser nomenat millor director espanyol de l'any per la revista RecordsWorld.
Fins a la seva mort dirigia la Tardor musical soriana, festival celebrat tots els mesos de setembre a la capital de Sòria a l'entorn del Centre Cultural Palau de l'Audiència, l'auditori principal del qual rep el nom Auditori Odón Alonso. El 9 de febrer de 1995 va ser nomenat fill Adoptiu de la Ciutat de Soria. En el transcurs de la clausura de la tardor musical soriana, en la seva edició del 2008, la setzena, l'alcalde de Sòria, va anunciar que una de les places principals de la ciutat rebria el nom del mestre.
Va morir el 21 de febrer del 2011, a l'edat de 85 anys. El Ple Municipal de la Ciutat de Sòria de 9 de febrer de 1995 va acordar per unanimitat la concessió del Títol de Fill Adoptiu de la Ciutat de Sòria al Mestre Odón Alonso, que li va ser lliurat al Ple Extraordinari de 6 de juny d'aquell mateix any. També va ser nomenat fill adoptiu de Puerto Rico. El 22 de febrer del 2011, l'Ajuntament de Sòria va acordar concedir-li la Medalla d'Or de la Ciutat i dedicar a la seva memòria el festival del qual va ser ànima mater.

## Orquestres dirigides
- Orquesta y coro de Radio Nacional de España (1952-1956)
- Orquesta Nacional de España
- Orquestra Simfònica de Ràdio Televisió Espanyola (1968-1984)
- Orquesta Filarmónica de Málaga (1995-1999)
- Orquesta Sinfónica de Madrid
- Orquesta Sinfónica de Puerto Rico (1986-1992)
- Orquesta Filarmónica de Madrid

## Filmografía
Va compondre la banda sonora original de pel·lícules com:
- Residencia para espías (1966), de Jesús Franco.
- El diablo que vino de Akasawa (1971), de Jesús Franco.
- El Coyote (1954), de Joaquín Romero Marchent

## Distincions
Era comanador de número de l'Orde d'Isabel la Catòlica (1989), i posseïa l'Orde de Cisneros (1964), la Medalla d'Or d'Unicef, la medalla al Mèrit Artístic i Cultural de la Universitat Complutense de Madrid (1995) o el títol de "Oficial" de l'Orde de les Arts i les Lletres del Govern francès, entre d'altres. El 1977 va ser nomenat millor director espanyol de l'any per la revista RecordsWorld.